# Giornata mondiale della gioventù 2019
La XXXIV Giornata Mondiale della Gioventù si è tenuta a Panama dal 22 al 27 gennaio 2019, secondo quanto annunciato da papa Francesco il 31 luglio 2016 a Cracovia e dall'arcivescovo di Panama, José Domingo Ulloa Mendieta, il 20 gennaio 2017.

## Annuncio

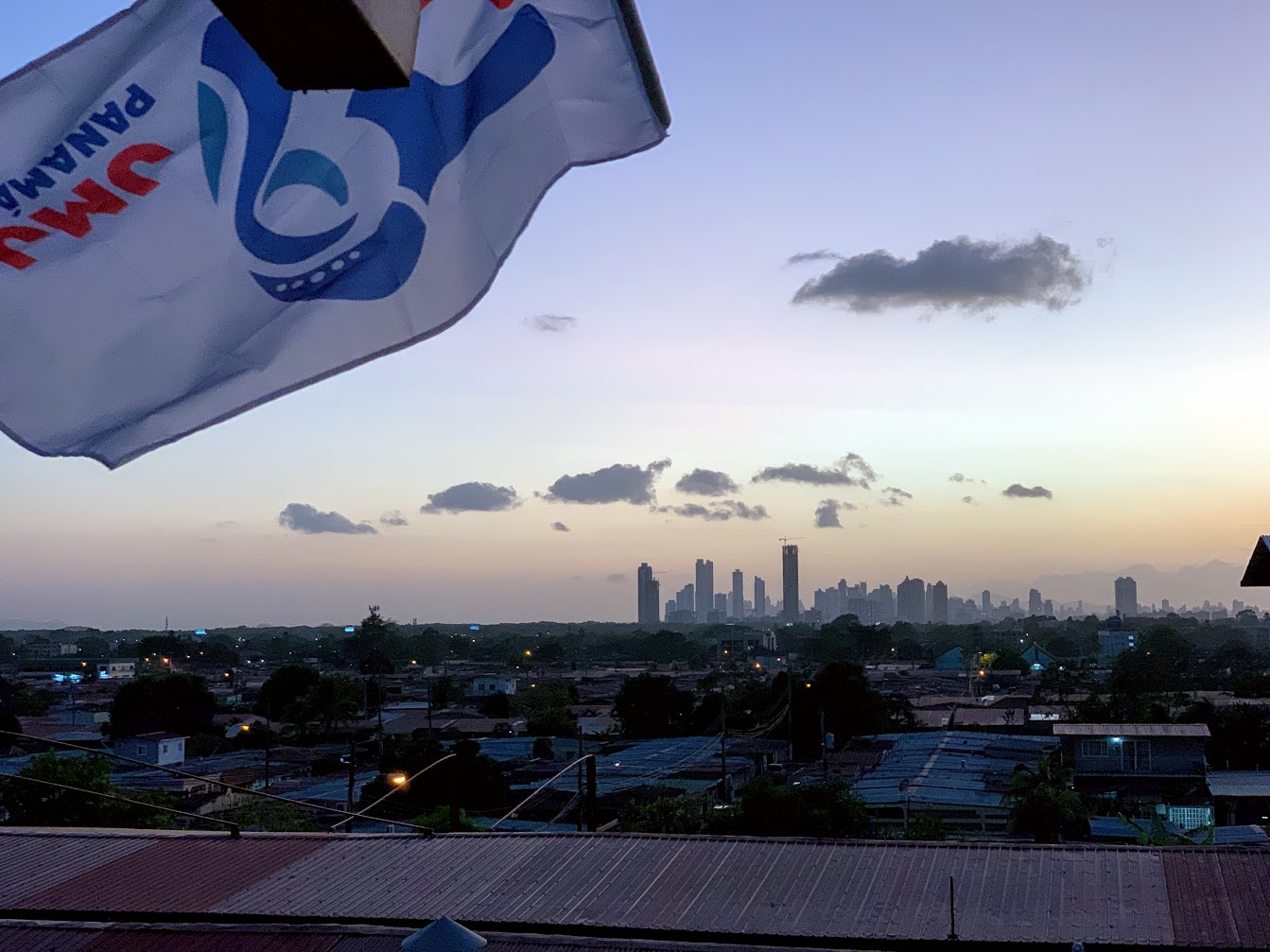
La bandiera della GMG di Panama, e sullo sfondo la città.

L'annuncio ufficiale è stato dato da papa Francesco al termine della celebrazione eucaristica per la Giornata Mondiale della Gioventù 2016 nel Campus Misericordiae di Cracovia, alla presenza della presidenza della Polonia e di Panama, di alcuni vescovi e di una delegazione di circa 1000 giovani panamensi.
Dopo l'annuncio il Papa ha invitato i tre vescovi panamensi (il cardinale vescovo di David, l'arcivescovo di Panama e il Presidente della Conferenza Episcopale) a dare la benedizione insieme a lui.
L'annuncio è stato accolto positivamente e con molto entusiasmo dal Governo di Panama, dai Vescovi e da tutta la Nazione.
Si è trattato del Paese più piccolo che abbia mai ospitato tale evento.
Il 20 gennaio 2017 l'arcivescovo di Panama, José Domingo Ulloa Mendieta, diede l'annuncio delle date precise: la Giornata si sarebbe svolta dal 22 al 27 gennaio 2019.

## Tema
Il tema della XXXIV Giornata Mondiale della Gioventù che si è svolta nel 2019 a Panama è stato scelto da papa Francesco da un passo del vangelo di Luca: “Ecco la serva del Signore; avvenga per me secondo la tua parola” (1,38), così come annunciato il 22 novembre 2016, con un comunicato del Dicastero per i laici, la famiglia e la vita della Santa Sede.

## Logo
Il logo è stato disegnato da una studentessa di architettura dell'Università panamense, Ambar Calvo. L'opera rappresenta Maria come mezzo per conoscere Gesù, rappresentato con una croce. Nel logo sono stilizzati anche il canale, uno dei simboli del Paese e cinque puntini bianchi che simboleggiano i pellegrini provenienti dai cinque continenti.

## Inno
L'inno ufficiale della XXXIV Giornata Mondiale della Gioventù di Panama è in lingua spagnola. Con i ritmi tipici della cultura panamense, l'inno è stato scritto e composto da Abdiel Jiménez, catechista e salmista della parrocchia Cristo Risuscitato di San Miguelito, autore di vari componimenti liturgici e membro di diversi cori che fanno capo alla Facoltà di Scienze Religiose dell'Università Cattolica Santa María La Antigua. Il tema è quello scelto da papa Francesco per la GMG: “Ecco la serva del Signore; avvenga per me secondo la tua parola” (Lc 1,38).
È stata lanciata la versione internazionale dell’inno della 34ª Giornata Mondiale della Gioventù Panama 2019: l’inno è stato registrato nelle 5 lingue ufficiali (spagnolo, inglese, francese, italiano e portoghese).
"La Giornata Mondiale della Gioventù è un evento internazionale e multilingue, per questo l'inno deve essere cantato in diverse lingue e, anche se si prevede che la maggior parte dei pellegrini saranno di lingua spagnola, non ci si può dimenticare che molti parleranno il portoghese, l’inglese, l’italiano o il francese": così ha dichiarato Pedro Guevara Mann, direttore artistico della GMG Panama 2019.
L'inno, composto dal panamense Abdiel Jiménez, sarà cantato e ascoltato nei cinque continenti. Pertanto, perché la traduzione dell’inno sia quanto più fedele possibile al testo musicale di Jimenez, Guevara Mann ha contattato diversi compositori cattolici di livello internazionale per contribuire alla traduzione.
La versione italiana dell’inno è stata realizzata da mons. Marco Frisina, conosciuto per la composizione della canzone “Jesus Christ You Are My Life” scritta per la GMG di Roma 2000, che è diventata l'inno non-ufficiale di tutte GMG.

## Patroni ed intercessori
I principali patroni ed intercessori della GMG del 2019 sono:
| Immagine | Nome                           |
| -------- | ------------------------------ |
|          | Nostra Signora de la Antigua   |
|          | san Giovanni Paolo II          |
|          | san Juan Diego Cuauhtlatoatzin |
|          | sant' Óscar Arnulfo Romero     |
|          | san Giovanni Bosco             |
|          | san Martino de Porres          |
|          | santa Rosa da Lima             |
|          | san José Sánchez del Rio       |
|          | beata María Romero Meneses     |

## Svolgimento

### 22 gennaio
L'evento ha avuto inizio con la messa di apertura celebrata nel Campo Santa Maria La Antigua e presieduta da mons. José Domingo Ulloa Mendieta, di Panama, alla presenza di circa 150.000 giovani.

### 23 gennaio
L'evento principale del giorno è stato il Festival della Gioventù
che si è svolto presso la Cinta Costera, dove erano allestiti diversi palchi e alcune mostre espositive.
Nel frattempo papa Francesco, che era arrivato all’Aeroporto Internazionale di Tocumen, è stato accolto dal Presidente della Repubblica, dai vescovi panamensi e da una rappresentanza di circa 2000 fedeli e sono state eseguite danze folkloristiche alla sua presenza.
Quindi si è trasferito in auto alla nunziatura apostolica di Panama e al suo arrivo è stato accolto da un gruppo di giovani e ricevuto dal personale religioso e laico della rappresentanza pontificia.

### 24 gennaio
Il momento centrale di questo giorno si è svolto nel pomeriggio presso il Campo Santa Maria La Antigua-Cinta Costera, dove papa Francesco è stato accolto con una cerimonia ufficiale dai partecipanti all'evento. In tale occasione il Pontefice ha pronunciato un discorso davanti a circa 400.000 giovani.

### 25 gennaio
La mattina del venerdì, il Papa ha celebrato la liturgia penitenziale con i giovani privati della libertà nel "Centro de Cumplimiento de Menores Las Garzas" di Pacora. Nel pomeriggio, invece, nel Campo Santa Maria La Antigua-Cinta Costera ha presieduto la Via Crucis con la partecipazione di circa 500.000 giovani e al termine della quale ha rivolto loro una meditazione.

### 26 gennaio
La mattina di sabato il Papa ha celebrato la messa con la dedicazione dell’altare della Cattedrale Basilica di Santa Maria la Antigua con sacerdoti, consacrati e movimenti laicali.
A partire dal tardo pomeriggio il Pontefice ha presieduto la veglia di preghiera e l'adorazione eucaristica con la partecipazione di circa 700.000 giovani presso il Campo San Juan Pablo II-Metro Park.

### 27 gennaio

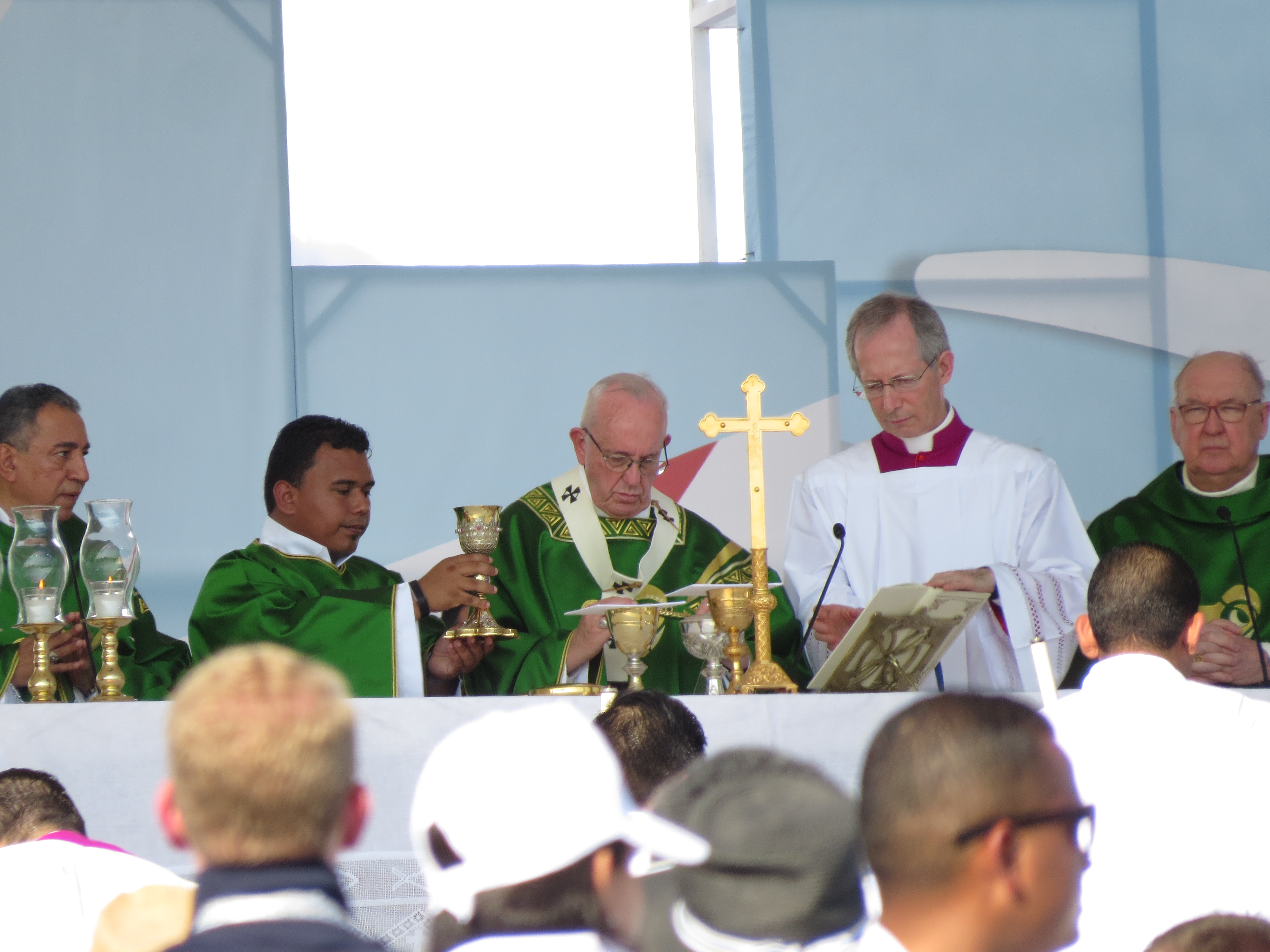
Papa Francesco celebra la messa conclusiva della XXXIV GMG. Nella foto, il Pontefice eleva la patena durante la dossologia della preghiera eucaristica

La domenica mattina al Campo San Juan Pablo II - Metro Park, papa Francesco ha celebrato la messa conclusiva della GMG 2019 e al termine ha annunciato che la prossima edizione a livello internazionale si sarebbe svolta nel 2022 a Lisbona in Portogallo.